# Nelson (Lancashire)
Pour les articles homonymes, voir Nelson.
Nelson est une ville anglaise située dans le Lancashire. Sa population est de 29 000 habitants.